# Mycetina perpulchra
Mycetina perpulchra är en skalbaggsart som först beskrevs av Newman 1838.  Mycetina perpulchra ingår i släktet Mycetina och familjen svampbaggar. Inga underarter finns listade i Catalogue of Life.